# Gaspar (nombre)
Gaspar es un nombre de pila masculino de origen persa en su variante en español. Proviene de Kansbar, «administrador del tesoro» en antiguo persa. Gaspar es uno de los nombres tradicionales dados a los anónimos magos que menciona el evangelio de San Mateo.

## Santoral
6 de enero: San Gaspar.

## Variantes
- Femenino: Gaspara.

| Variantes en otras lenguas | Variantes en otras lenguas     |
| -------------------------- | ------------------------------ |
| Español                    | Gaspar                         |
| Alemán                     | Kaspar, Kasper                 |
| Catalán                    | Gaspar                         |
| Checo                      | Kašpar                         |
| Danés                      | Casper, Kasper, Jesper         |
| Eslovaco                   | Gašpar                         |
| Esloveno                   | Gašper                         |
| Esperanto                  | Gasparo                        |
| Euskera                    | Gaxpar                         |
| Francés                    | Gaspard                        |
| Húngaro                    | Gáspár                         |
| Inglés                     | Caspar, Jasper                 |
| Italiano                   | Gaspare                        |
| Latín                      | Caspar                         |
| Letón                      | Kaspars                        |
| Lituano                    | Kasparas                       |
| Neerlandés                 | Casper, Kasper, Jasper, Jesper |
| Noruego                    | Casper, Kasper                 |
| Polaco                     | Kacper                         |
| Portugués                  | Gaspar                         |
| Ruso                       | Каспар (Kaspar)                |
| Sardo                      | Gasparru                       |
| Sueco                      | Casper, Kasper                 |